# サーティー・セカンズ・トゥ・マーズ
サーティー・セカンズ・トゥ・マーズ（Thirty Seconds to Mars）は、1998年に結成されたアメリカ合衆国カリフォルニア州ロサンゼルス出身のバンド。俳優のジャレッド・レトがボーカル、リズム・ギター及び作詞/曲をしている。30STMと略されることもある。

## 略歴

### 結成
1998年にジャレッド・レトと兄シャノンによってファミリープロジェクトとして活動開始。後にマット・ワクターがベースとキーボードで加入したが2007年に脱退。ギターは二人（ケヴィン・ドレイクとソロン・ビクスラー）入れ替わった後、オーディションでトモ・ミリチェビッチが加入した（2003年 - 2018年）。メジャー・デビューは2002年。
ヴァージン・レコードとのインタビューによると、バンド名はインターネット上で見つけたハーバード大学元教授の論文から引用したとのこと。副題の一つが「30 Seconds to Mars（訳：火星まで30秒）」であり、人間は皆火星まで30秒でいけるほど凄い、という人間の技術発展力について論じていた。このことがバンドの音楽をうまく表現していると思い採用した。

### 『サーティー・セカンズ・トゥ・マーズ』 (2002年–2005年)
2002年にデビュー・アルバム『サーティー・セカンズ・トゥ・マーズ』がボブ・エズリンのプロデュースによって発表されたが、評価はわかれ、アルバム売上は100,000枚程度にしか及ばなかった。このアルバムから2曲のシングルが発表された。（「カプリコーン（ア・ブラン・ニュー・ネーム）」と「エッジ・オブ・ジ・アース」）前者はU.S. Mainstream Rockチャートで31位を獲得。

### 『ア・ビューティフル・ライ』 (2005年–2008年)
2作目となるアルバム『ア・ビューティフル・ライ』は 2005年8月30日に発表された。発表の5か月前から一部内容が流出し始めていたため、あとからボーナストラック「バトル・オブ・ワン」と「ハンター（ ビョーク の楽曲カバー）」を追加した。さらにPRのため、12枚のCDにはゴールデン・チケットとしてライブへの無料招待及びバックステージパスを同封した。日本人作曲家の鋒山亘が参加している。
2006年8月31日にMTV Video Music AwardsのMTV2 Awardを「ザ・キル」で獲得。しかし、Best Rock VideoではAFIの「ミス・マーダー」に敗れた。
同年1月、同アルバムはレコード業界協会（RIAA）によってプラチナアルバム（100万枚達成）として認定された。
10月にはMTV2をスポンサーに「Welcome to the Universe」ツアーを実施。共演バンドはHead Automatica、The Receiving End of Sirens、Cobra Starship、Rock Kills Kid等。2006年のマットのインタビューによると環境配慮がされていたツアーで、ツアーバスの燃料に植物油を使う等行った。
11月20日にはMTV2で「フロム・イエスタディ」のビデオを初放映。このビデオはアメリカのロック・ビデオでは初めて全編が中華人民共和国で撮影されたものである。 このビデオは映画『ラストエンペラー』をモチーフにしている。

### ヴァージン・レコード裁判 (2008年-2009年)
レトのMTV マレーシアとのインタビューにて、3作目のアルバムを制作中であり、うち数曲は既に海外ツアーで演奏していると答えた。しかし、2008年8月にヴァージン・レコードは、バンド側が契約期間内にアルバム3枚を制作しなかったとして3千万ドルの違約金を支払うよう訴えを起こした。訴えによれば、バンド側が7月に1999年の契約を否認したとのこと。
その後のMTVとのインタビューで、新アルバム『ディス・イズ・ウォー』は2009年の4月下旬には発表する見込みであるとレトが答えた。新アルバムは信頼やスピリチュアルな面を取り入れる予定だと語り、1作目から2作目が大きな変換であったように、3作目も大きな変換を経ていくつもりであり、バンド自身も楽しみにしているとした。

### 『ディス・イズ・ウォー』 (2009年-2011年)
2009年12月4日にサード・アルバム 『ディス・イズ・ウォー』がリリースされた。前作同様、世界各国でランクインを果たし、イギリスではいち早くゴールドディスクを獲得している。ちなみに、本国アメリカでは最高18位を記録した。
2009年から始まった『ディス・イズ・ウォー』のツアーは300公演を超え、6大陸、約60ヶ国で300万人を超える動員となった。「1枚のアルバムでの最多公演数」を記録するとしてギネス世界記録に認定され、2011年12月7日にニューヨークのハマースタイン・ボールルームでツアー千秋楽とギネス世界記録認定を祝う「MARS 300」が開催された。

### 『ラヴ・ラスト・フェイス・アンド・ドリームス』 (2011年-現在)
2013年5月、4枚目のアルバム『ラヴ・ラスト・フェイス・アンド・ドリームス』をリリース。アメリカでは発売初週に5万3000枚を売り上げ、Billboard 200チャートで6位にランクインした。初週販売枚数は前作（6万9000枚）を下回ったものの、初のトップ10入りを果たした。

## 受賞歴
（一部のみ抜粋）
- 2007年 8月 Kerrang!誌のKerrang! Awards 2007にて、「ザ・キル」がベスト・シングル賞を受賞
- 2007年11月 MTV Europe Music AwardにてRock Out賞を受賞
- 2007年12月 Fuse誌にてFuse's Best of 2007を受賞
- 2008年 3月 Kerrang!誌上にてKerrang!'s 100 Best Rock Bands Ever（ベストバンド100）の2位を獲得
- 2008年 8月 MTV Asia Awards 2008にて、「ア・ビューティフル・ライ」でBest Video Stars awardsを受賞[7]
- 2008年 8月 Kerrang! Awards 2008にて、Best International Band賞と「フロム・イエスタディ」でBest Single賞を受賞
- 2008年10月 Los Premios MTV Latinoamérica 2008にてBest International Rock Band賞を受賞
- 2008年11月 MTV Awards ではVIPホストとして出演し「ア・ビューティフル・ライ」でMTV EMA Video Star賞とRock Out賞を受賞。この際、成功はファンのおかげだとファンを感謝した。

## ロゴ
バンドのフェニックス型のロゴには、バンドのモットーである「Provehito in Altum」を記載。これは「深きへ進んでいく」または簡単に「昇進する」という意味。このロゴはデビュー当時プロモーションで多く使われたが、『ア・ビューティフル・ライ』ではバンドの名前とモットーとともに、3つの頭蓋骨と3つの矢で三位一体を表した新しいロゴが作られた。

## The Echelon
正式ファンクラブ。1作目『サーティー・セカンズ・トゥ・マーズ』の挿入曲から由来。

## メンバー

### 現メンバー
- ジャレッド・レト (Jared Leto) - ボーカル、リズム・ギター、作詞/曲、ベース (1998年 - )
- シャノン・レト (Shannon Leto) - ドラム、パーカッション (1998年 - )

### 旧メンバー
- マット・ワクター (Matt Wachter) - ベース、キーボード、シンセサイザー (2001年 - 2007年)
- ソロン・ビクスラー (Solon Bixler) - ギター (2001年 - 2003年)
- トモ・ミリチェビッチ (Tomo Miličević) - リード・ギター、バイオリン、キーボード、ベース (2003年 - 2018年)

### 現在のツアーメンバー
- スティービー・アイエロ (Stevie AielloOlita) -  ベース、ギター、キーボード (2013年 - )

### 過去のツアーメンバー
- ケヴィン・ドレイク (Kevin Drake) - ギター (2001年 - 2002年)
- マット・マクジャンキンス (Matt McJunkins) - ベース、ギター (2011年)
- ティム・ケレハー (Tim Kelleher) - ベース、キーボード (2007年 - 2010年、2011年)
- ブラクストン・オリタ (Braxton Olita) -  キーボード、ギター (2009年 - 2011年)

## ディスコグラフィ

### アルバム
| 年                                        | タイトル                                                                                              | アルバム詳細 | チャート最高位 | チャート最高位 | チャート最高位 | チャート最高位 | チャート最高位 | チャート最高位 | チャート最高位 | チャート最高位 | チャート最高位 | チャート最高位 | 認定 |
| 年                                        | タイトル                                                                                              | アルバム詳細 | US             | AUS            | AUT            | FIN            | GER            | ITA            | NZ             | PRT            | SWI            | UK             | |
| ----------------------------------------- | --- | --- | -------------- | -------------- | -------------- | -------------- | -------------- | -------------- | -------------- | -------------- | -------------- | -------------- | --- |
| 2002                                      | サーティー・セカンズ・トゥ・マーズ 30 Seconds to Mars                                                 | - 発売日: 2002年8月27日 - レーベル: Immortal, Virgin - フォーマット: CD, LP, digital download - 全米売上: 12.1万枚[B]        | 107            | 89             | —              | —              | —              | —              | —              | —              | —              | 136            | - UK: シルバー |
| 2005                                      | ア・ビューティフル・ライ A Beautiful Lie                                                              | - 発売日: 2005年8月30日 - レーベル: Immortal, Virgin - フォーマット: CD, CD+DVD, LP, digital download - 全米売上: 120万枚[D] | 36             | 20             | 10             | 15             | 30             | 8              | 20             | 23             | 49             | 38             | - US: プラチナ - AUS: ゴールド - GER: ゴールド - ITA: プラチナ - UK: ゴールド                                                   |
| 2009                                      | ディス・イズ・ウォー This Is War                                                                      | - 発売日: 2009年12月8日 - レーベル: Virgin, EMI - フォーマット: CD, CD+DVD, LP, digital download - 全米売上: 50万枚[G]       | 18             | 18             | 8              | 19             | 12             | 19             | 9              | 6              | 20             | 15             | - US: ゴールド - AUS: ゴールド - AUT: ゴールド - GER: プラチナ - ITA: ゴールド - NZ: ゴールド - PRT: 2× プラチナ - UK: シルバー |
| 2013                                      | ラヴ・ラスト・フェイス・アンド・ドリームス Love, Lust, Faith and Dreams                               | - 発売日: 2013年5月21日 - レーベル: Virgin, Universal - フォーマット: CD, CD+DVD, LP, digital download - 全米売上: 5.2万枚   | 6              | 4              | 3              | 6              | 3              | 3              | 11             | 1              | 5              | 5              | - AUT: ゴールド - GER: ゴールド - ITA: ゴールド - PRT: 2× プラチナ - UK: シルバー                                               |
| 2018                                      | アメリカ America                                                                                      | - 発売日: 2018年4月6日 - レーベル: Interscope - フォーマット: CD, LP, digital download - 全米売上: 5.4万枚                   | 2              | 10             | 1              | 13             | 1              | 2              | 36             | —              | 2              | 4              | |
| 2023                                      | IT'S THE END OF THE WORLD BUT IT'S A BEAUTIFUL DAY It's the End of the World but It's a Beautiful Day | - 発売日: 2023年9月15日 - レーベル: Concord - フォーマット: CD, LP, digital download                                         | 76             | 9              | 17             | —              | 16             | 12             | —              | 25             | 7              | 20             | |
| "—"は未発売またはチャート圏外を意味する。 | | |                |                |                |                |                |                |                |                |                |                | |

## 来日記録
- 2007年5月7日：来日公演＠duo MUSIC EXCHANGE[32]
- 2007年：サマーソニック ゼロセブン（07）
- 2010年：サマーソニック 2010
- 2011年9月21日：名古屋 CLUB DIAMOND HALL <台風15号により公演中止>

　　　　　　　9月22日：大阪 IMP HALL

　　　　　　　9月23日：東京 新木場 STUDIO COAST
- 2013年8月21日：東京 恵比寿 LIQUIDROOM